# Пивденноукраинск
Пивденноукраинск (укр. Південноукраїнськ) — город в Николаевской области Украины. Входит в состав Вознесенского района (до 2020 года был городом областного значения).
Пивденноукраинск — город-спутник Южно-Украинской АЭС.

## Географическое положение
Город расположен у реки Южный Буг рядом с заповедником «Гранитно-степное Побужье» в 153 километрах от устья.
Пивденноукраинск находится в степной зоне Украины, в северной части Николаевской области на левом берегу реки Южный Буг за 125 км от областного центра и на расстоянии 10 км от железнодорожной станции Южноукраинская. Рядом расположены большие промышленные города: Николаев, Одесса, Кропивницкий, Кривой Рог. В 100 км от города находится аэропорт и морской порт.
Расстояния до Николаева: физическое — ок. 114 км, по автодорогам — 120 км. Расстояния до Киева: физическое — ок. 284, по автодорогам — 370.

## История
Днём рождения Пивденноукраинска можно считать конец апреля 1975 года, когда члены первого ударного десанта строителей Южно-Украинской АЭС вывели землеройные машины на колхозное поле, которое раскинулось на южной околице древнего села Константиновки. Перед тем, как окончательно определиться с местом размещения нового города, проектировщики и экономисты рассматривали несколько проектов. После длительных обсуждений, преимущество получил проект, согласно которому использовались наименьшее количество сельскохозяйственных угодий, город должен возвестись на прибрежных склонах и занимать часть сельской застройки. Такое решение добавляло проблем строителям. С другой стороны, они даже радовались тому, что им удастся повторить уникальный проект Будапешта и построить современный красивый город на берегах древней реки и, таким образом, продолжить историческую славу запорожского казачества и известной Буго-Гардовской паланки, которая в 18 веке размещалась на бугских берегах.
Населённый пункт получил название Константиновка-2 и первоначально входил в состав Арбузинского района. 2 апреля 1987 Указом Президиума Верховного Совета Украинской ССР № 3791-XI новопостроенному населённому пункту Южно-Украинской атомной электростанции Николаевской области присвоено наименование — город Южноукраинск, и он отнесён к категории городов областного подчинения.
В январе 1991 года началось издание городской газеты «Контакт».
3 февраля 1993 года были установлены границы города и утверждена его общая площадь — 2437,9 гектара.
В мае 2014 года в Верховную Раду Украины был внесён законопроект о переименовании города в Пивденноукраинск. Данный проект не был принят.
19 мая 2022 года по результатам обсуждения комиссии по наименованию и переименованию названий улиц, переулков, проспектов на территории Южноукраинской городской общины, была единогласно решена необходимость переименования города Пивденноукраинска. В соответствии с требованиями Закона Украины «Об обеспечении функционирования украинского языка как государственного» название города не соответствует нормам правописания и стандартам украинского языка.
21 февраля 2024 года Комитет Верховной Рады по вопросам организации государственной власти, местного самоуправления, регионального развития и градостроительства поддержал переименование Пивденноукраинска в Гард, однако 9 октября 2024 город был переименован в Пивденноукраинск.

## Население
По данным переписи 2001 года, украинцы составляли 73,86 % населения города, русские — 21,67 %.
По состоянию на 1 января 2024 года численность населения составляла около 38 000 человек.

### Языковой состав
Родной язык населения по данным переписи 2001 года:
| Язык       | Численность, чел. | Доля     |
| ---------- | ----------------- | -------- |
| Украинский | 26 249            | 66,52 %  |
| Русский    | 12 380            | 31,37 %  |
| Другое     | 831               | 2,11 %   |
| Итого      | 39 460            | 100,00 % |

Украинский язык является единственным официальным и основным языком города.
8 июля 2022 года, на фоне вторжения России в Украину, исполнительным комитетом Южноукраинского городского совета принято решение «О прекращении использования русского языка в учебных заведениях и учреждениях образования Южноукраинской городской территориальной общины». С 2022/23 учебного года в городе были украинизированы все существовавшие в нём до этого классы с русским языком преподавания. Также прекращено и преподавание русского языка как отдельного предмета в украиноязычных классах.
По данным Государственной службы статистики Украины в 2023/24 учебном году все 105 654 учащихся в учреждениях общего среднего образования в Николаевской области обучались в украиноязычных классах.

## Экономика

### Промышленность
В городе действуют 6 промышленных предприятий, основным видом деятельности которых является производство и перераспределение электроэнергии, выполнения работ промышленного характера. Основным промышленным предприятием является обособленное подразделение «Южно-Украинская АЭС» государственного предприятия Национальная атомная энергогенерирующая компания «Энергоатом», которое занимается производством электроэнергии. Южно-Украинская АЭС — это современное энергетическое предприятие, которое играет важную и основную роль в социально-экономическом развитии города.
В городе также широко развита строительная отрасль.
за пределами города на окраине территории АЭС расположена железнодорожная станция «Южноукраинская» Одесской железной дороги.
Город имеет развитую сеть автомобильных дорог с твёрдым покрытием. Через него проходит автомобильная дорога областного значения Николаев—Ульяновка. В городе есть автостанция, которая связывает его с такими городами, как Киев, Житомир, Гомель, Днепр, Запорожье, Кривой Рог, Винница и др. Транспортные услуги в городе осуществляются с помощью автобусов и такси.

## Социальная сфера
Жилищный фонд города составляет 14402 квартир общей площадью 770 988 м². В городе транслируется канал кабельного телевидения «Квантъ».

## Образование
В городе Пивденноукраинске работают 5 дошкольных учебных заведений, 4 общеобразовательных школы, заведение нового типа — гимназия, внешкольные заведения, а именно: детская школа искусств, центр детского и юношеского творчества, станция юных техников, детско-юношеская спортивная школа и межшкольный учебно-производственный комбинат, а также государственное учебное заведение лицей.

## Культура и спорт
В городе Пивденноукраинске работают следующие заведения культуры: Дворец культуры «Энергетик», библиотека ОП ЮУ АЭС ГП НАЭК «Энергоатом», 4 коммунальных учреждения: «Городская библиотека для взрослых», «Городская библиотека для детей», «Детская школа искусств», музейный комплекс Казацкой славы и военной техники. Во Дворце культуры работают 13 коллективов художественной самодеятельности, которые посещают 1350 детей и взрослые. Здесь совершенствуют своё мастерство известные на Украине и за её пределами образцово-показательный ансамбль танца «Квіти України» под руководством заслуженного работника культуры О. Б. Форостенко; Народный хор украинской песни «Любисток» под руководством заслуженного работника культуры Украины В. В. Григораша; образцовый театр эстрадной песни «Галатея» под руководством заслуженного деятеля культуры И. В. Манзенко; члены клуба спортивного бального танца «Вдохновение» под руководством Л. Ю. Самчинской, оркестр народных инструментов «Колорит» под руководством О. С. Пилиповой, хорошо известный в области образцово-показательный ансамбль современного танца «Калейдоскоп», образцово-показательная детская хоровая капелла «Рондо», камерный хор «Ренессанс» и другие.
Развитию физической культуры и спорта в Пивденноукраинске всегда уделяли много внимания. В городе с 1988 года действует спортивный комплекс «Олимп». В его составе стадион на 5,5 тыс. мест, стрелковый тир (в данный момент не работает), три бассейна, шесть спортивных площадок, пять спортивных залов.
Галерея Гард учреждена официально в 1994 году. В 2002 году в Пивденноукраинске состоялся международный симпозиум-пленер в камне, и город получил две мемориальные скульптуры («Чернобыльская мадонна», — Владислав Ачкасов — Украина, Пивденноукраинск; «Памяти войны в Афганистане», — Алексей Владимиров, Украина, Киев); экстерьерное произведение на здании фитнес центра проспект Ленина («Нимфа», — Алексей Владимиров — Украина, Киев); парк современной скульптуры («Георгий победоносец», — Ярослав Лоренс — Россия, Санкт-Петербург; «Король и королева», — Иван Мельников — Россия, Самара; «Морская раковина», — Александр Шаппо, Беларусь, Минск; «Весы», — Александр Бабак, Украина, Киев; «Сум» (печаль), — Леонид Козлов, Украина, Киев; «Казак и казачка» — Владимир Обухов (Винниченко), — Россия, Санкт-Петербург; «Казацкий шлях», — Зиновий Кравец, Украина, Пивденноукраинск) и новый социо-культурный артефакт в городе — знаковую скульптуру ангела хранителя (Алексей Владимиров, Украина, Киев). Автор идеи: Алексей Владимиров скульптор, член СХУ, куратор проекта Богдан Грицевич.
В 2008г в году Пивденноукраинск в рамках симпозиума скульпторов выполнено две наскальных скульптуры стела-часовня посвящённая Покрове Пресвятой Богородице и барельеф казачеству — скульпторы З. Кравец и В. Ачкасов (идея проекта Б. Грицевич) в результате создан комплекс скульптур в честь исторической ценности памятника, которую представляют собой остатки запорожской церкви Покрова Пресвятой Богородицы, которая находилась на Гардовом острове и победы в Общенациональной акции «7 природных чудес Украины». Один только этот пример подчёркивает историческую уникальность Гарда.
Помимо традиционных музыкальных направлений, в Пивденноукраинске развивается музыка современных инструментальных жанров: рок, панк, постпанк, трэш, дэс-метал, брутал-дэс-метал и другие. Несмотря на удалённость от других музыкальных центров Украины, таких как, Киев, Одесса, Днепр, Харьков, Запорожье, в городе с начала 1990-х годов существовали репетиционные базы в ДК «Энергетик» и информационно-культурного центра «Импульс» ОП ЮУАЭС . На этой плодотворной ниве взошли или записывались в первой половине 90-х такие коллективы как «Остров Крым», «Гоген», «Взвод ИА», «Реаниматор», «Corpse Putrefaction», «Dark Castle», «Энергокризис», «ПРК», «ЙУАР» и др. Эти музыкальные коллективы вошли в историю Украинской тяжёлой и роковой музыки.

## Местное самоуправление

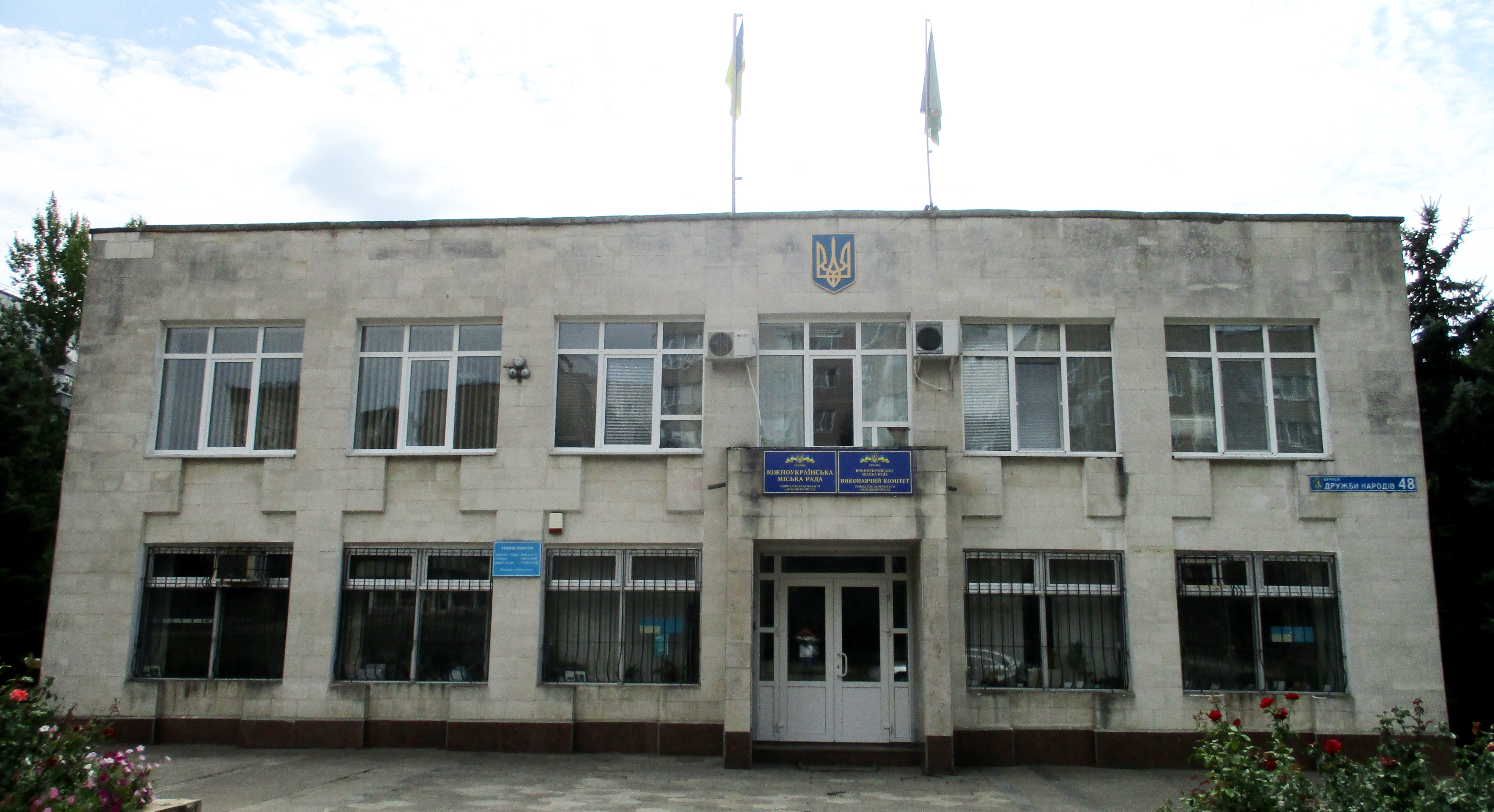
Городской совет

### Городской голова
- Тульский Михаил (1994—2001)
- Пароконный Виктор (2001—2005)
- Кичак Валерий (2005—2009)
- Стулин Андрей (2010—2012)
- Квасневский Евгений (2012—2014)
- Пароконный Виктор (2015—2018, 2019—2020[14])[15]
- Онуфриенко Валерий Васильевич (2020—2022)

### Городской совет
Пивденноукраинский городской Совет народных депутатов действует с 1987 года.

Первый председатель горисполкома — Евгений Вычалковский (1987—1990).

Первый председатель городского Совета — Николай Стулин (1990—1994).

## Галерея

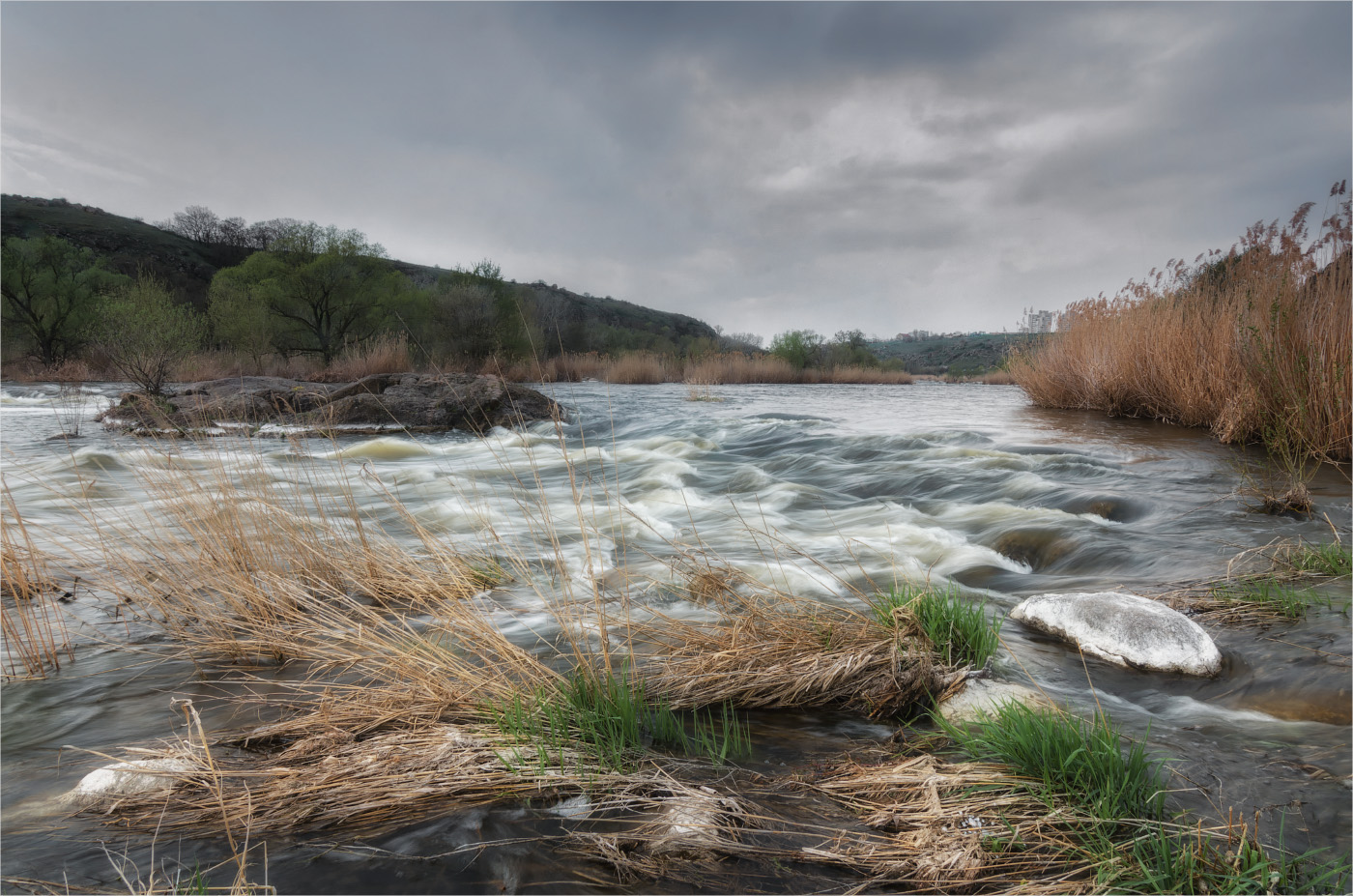
Урочище Бужский Гард
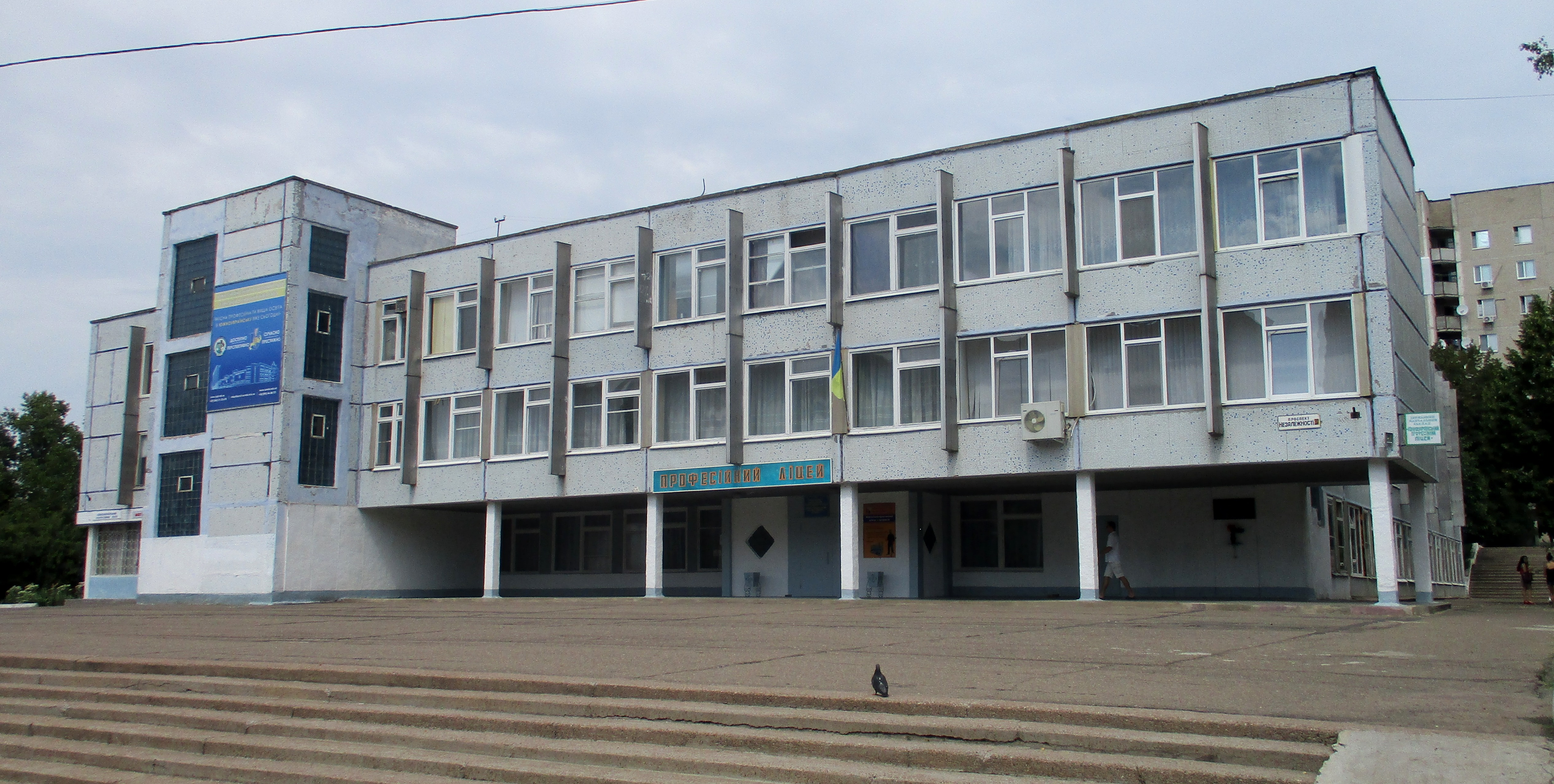
Профессиональный лицей
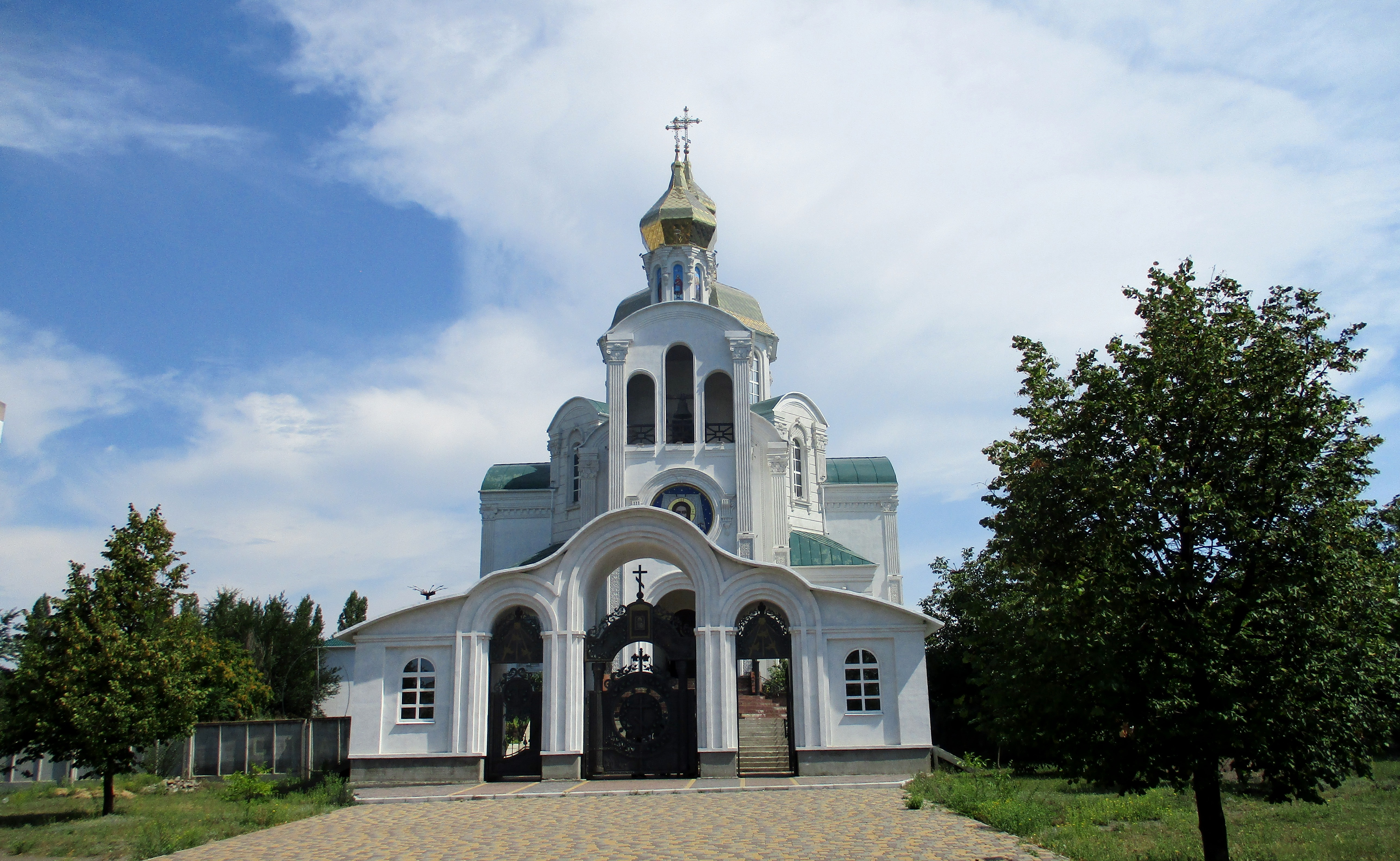
Храм Христа Спасителя
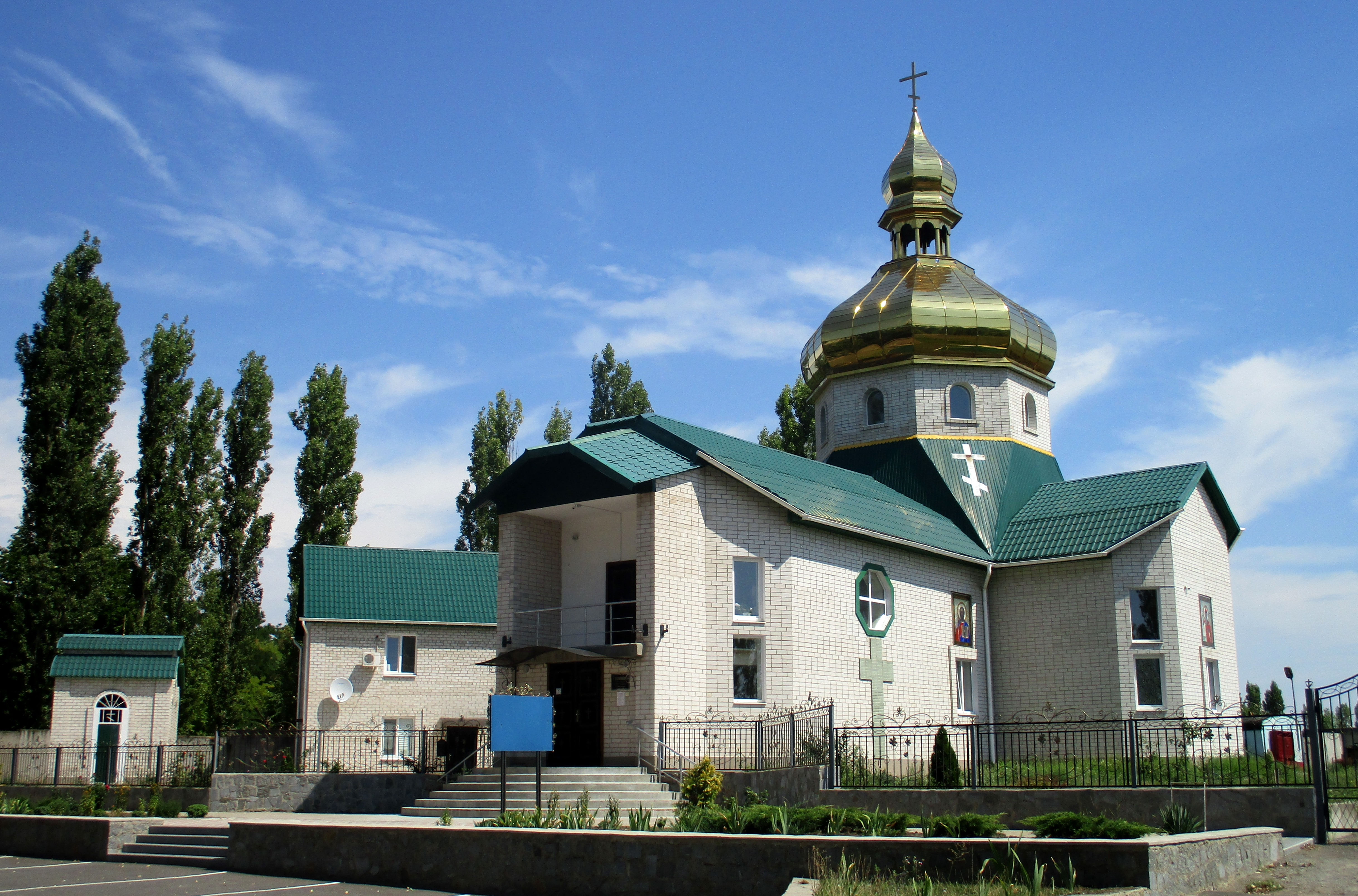
Церковь святых апостолов Петра и Павла
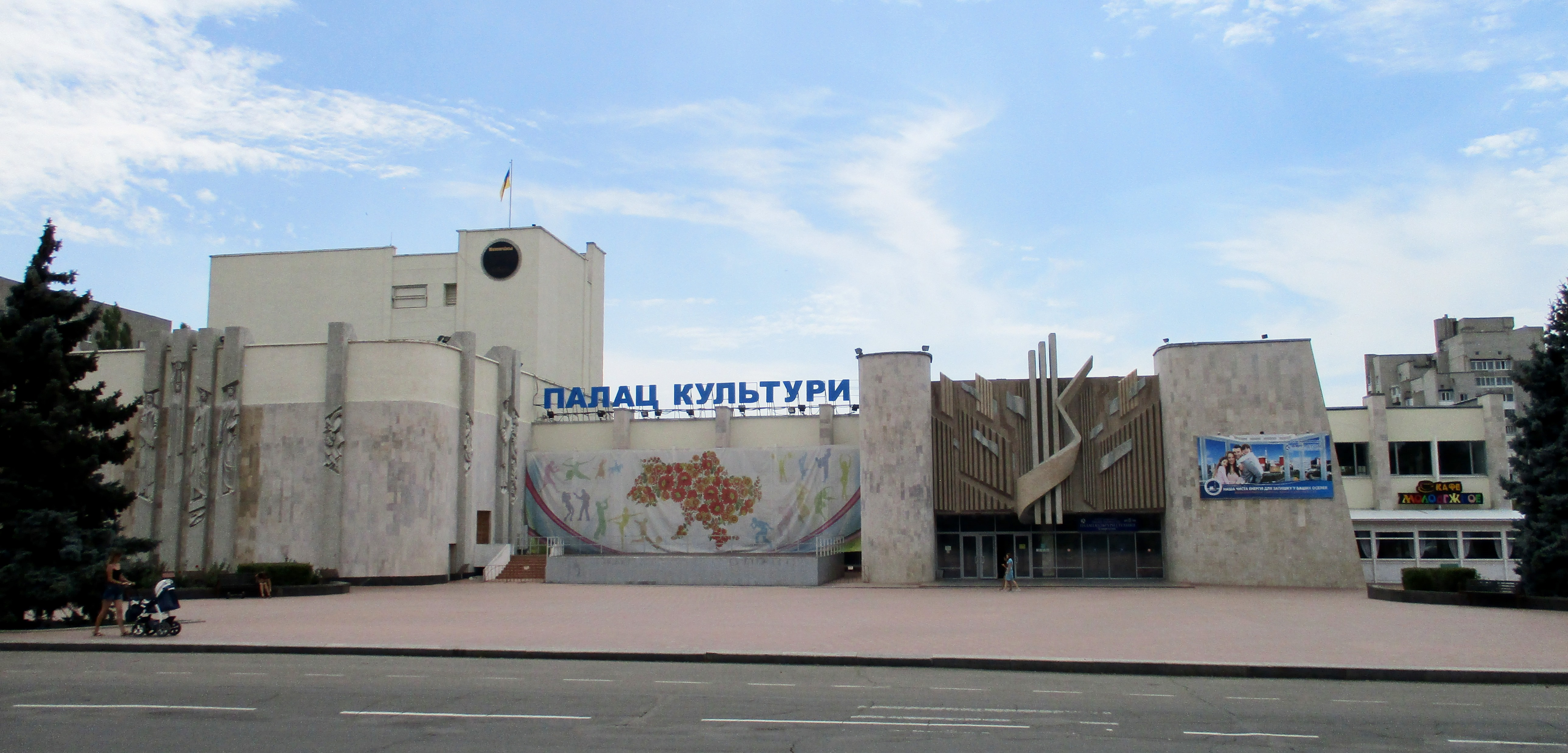
Дворец культуры
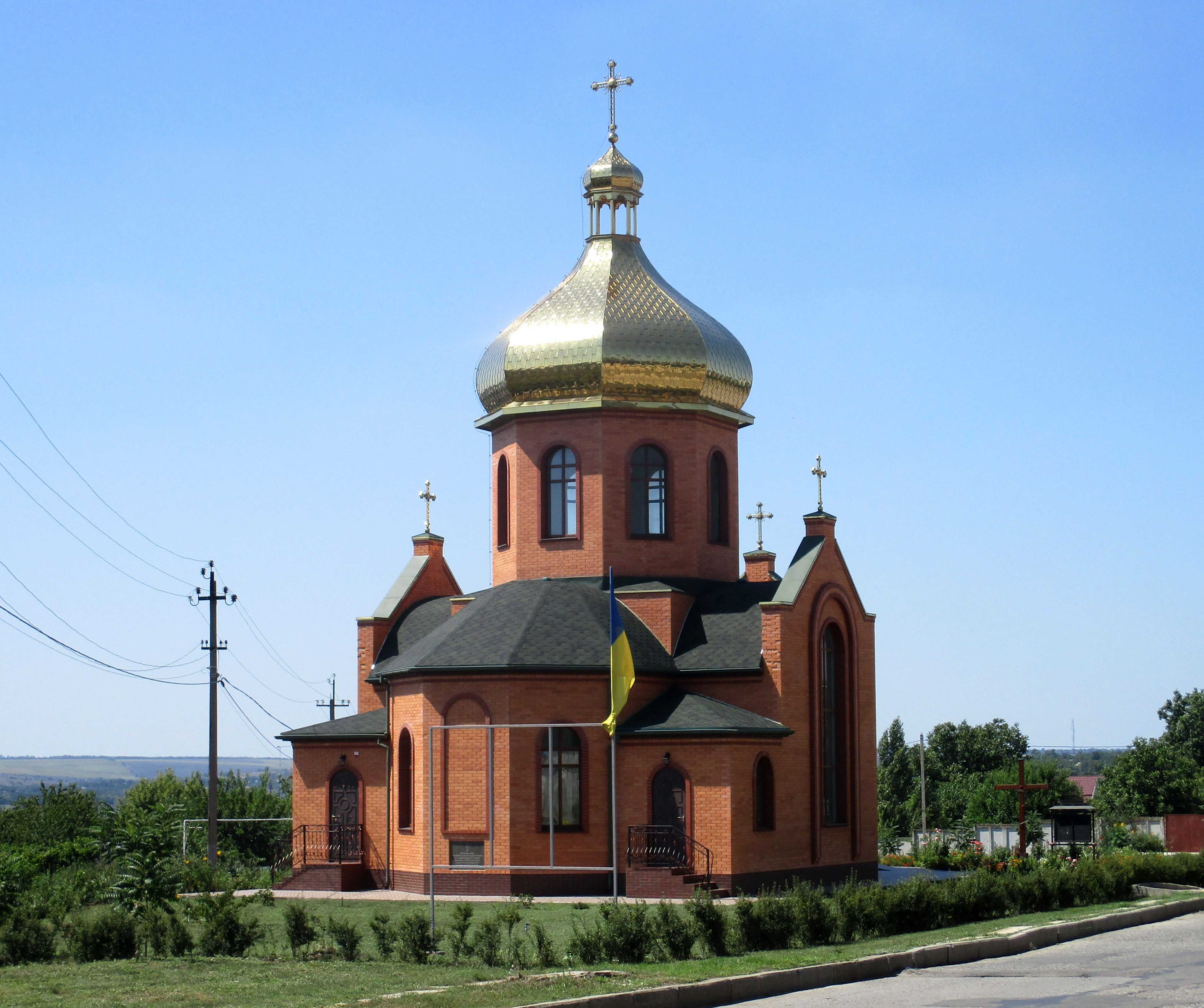
Храм всех святых украинского народа
Памятный знак «Скорбящий ангел» в память о жертвах Голодомора в Украине
Мурал

## Известные уроженцы
- Кожевникова, Анастасия Дмитриевна (род. 1993) — украинская певица